# Institut national des sciences comptables et de l'administration d'entreprises
L'Institut national des sciences comptables et de l'administration d'entreprises (INSCAE) est un établissement public d'enseignement supérieur situé à Antananarivo.

## Historique
Le Centre de formation en comptabilité (CFC) est créé en 1981, à la suite d'un protocole d'accord signé entre la République de Madagascar et la Banque mondiale. Il élargit vite son champ d'intervention pour devenir l'Institut national des sciences comptables et de l'administration d'entreprises (INSCAE), en 1986.
L'INSCAE est placé sous la double tutelle du ministère des Finances et du Budget et du ministère de l'Enseignement supérieur et de la Recherche scientifique malgaches.

## Formations

### Premier Cycle (Baccalauréat + 3 ans)
Le Premier Cycle, organisé en formations initiale et continue, débouche sur deux spécialisations :
- L'option Comptabilité - Finance, sanctionnée par un Diplôme Supérieur spécialisé en Sciences Comptables (DSSC)
- L'option Administration d'Entreprises, sanctionnée par un Diplôme Supérieur spécialisé en Sciences de l'Administration d'Entreprises (DSSAE)

### Masters (Baccalauréat + 5 ans)
L'INSCAE délivre des diplômes du grade Master grâce à un partenariat avec l'IAE Poitiers.
- Option Administration
  - Master Marketing et Stratégie
  - Master Commerce International
  - Master Management International
  - Master Gestion des Ressources Humaines

- Option Finance
  - Master Finance et Gestion Bancaire
  - Master Comptabilité Contrôle Audit
  - Master Contrôle de Gestion et Audit

Ces Masters peuvent être choisis selon l'option Recherche.

### Formation MBA
Le programme MBA en alternance comporte des études d'une durée de deux ans, sanctionnées par le diplôme de Master of Business Administration (MBA).

## Direction du Perfectionnement aux Affaires
L'INSCAE propose également des prestations de formation qualifiante destinée aux entreprises, organismes publics et organisations.